# Nitrobenzodiazepine

Formula di struttura del nitrazepam, una comune nitrobenzodiazepina

Le nitrobenzodiazepine sono una classe di farmaci derivati dalle benzodiazepine. Dal punto di vista chimico si differenziano dalle altre benzodiazepine per la presenza di un gruppo nitro in posizione 7.
Gli esempi includono:
- Clonazepam
- Cloniprazepam
- Desmetilflunitrazepam
- Flunitrazepam
- Meclonazepam
- Menitrazepam
- Motrazepam
- Nimetazepam
- Nitrazepam
- Nitrazepato